# Persone di nome Thomas/Attori
| Questa pagina contiene informazioni ricavate automaticamente dalle voci biografiche con l'ausilio del template Bio e di un bot. L'aggiornamento è periodico e automatico e ricostruisce completamente la pagina. Se manca una persona in questa lista, sei pregato di non aggiungerla, ma accertati piuttosto che la sua voce biografica contenga il template Bio e che i dati anagrafici siano correttamente compilati. Se il template Bio manca, inseriscilo tu stesso o, in alternativa, metti l'avviso {{tmp\|Bio}} che ne segnala la mancanza. Se i dati riportati sono sbagliati, correggi direttamente la voce biografica; le modifiche saranno visibili in questa lista entro pochi giorni. Per chiarimenti vedi il progetto antroponimi. La lista contiene solo le 146 persone che sono citate nell'enciclopedia e per le quali è stato implementato correttamente il template Bio. Pagina aggiornata al 6 ago 2025. |

Questa è una lista di persone presenti nell'enciclopedia che hanno il nome Thomas e sono attori.

## A(3)
- Tom Amandes, attore statunitense (Richmond, n. 1959)
- Tom Arnold, attore statunitense (Ottumwa, n. 1959)
- Thomas Astan, attore, regista teatrale e religioso tedesco (Schmallenberg, n. 1942 - Soyen, † 2024)

## B(18)
- Tom Baker, attore inglese (Liverpool, n. 1934)
- Thomas Barbusca, attore statunitense (Toms River, n. 2003)
- Tom Bateman, attore britannico (Oxford, n. 1989)
- Tom Beard, attore inglese (Lambeth, n. 1965 - † 2015)
- Tom Beck, attore e cantante tedesco (Norimberga, n. 1978)
- Thomas Bellamy, attore statunitense (California, n. 1906 - Los Angeles, † 1979)
- Jack Black, attore, musicista e comico statunitense (Santa Monica, n. 1969)
- Thomas Blumenthal, attore francese (Parigi, n. 1985)
- Tommy Bond, attore statunitense (Dallas, n. 1926 - Los Angeles, † 2005)
- Tom Bosley, attore statunitense (Chicago, n. 1927 - Rancho Mirage, † 2010)
- Thomas Braut, attore e doppiatore tedesco (Berlino, n. 1930 - Monaco di Baviera, † 1979)
- Thom Bray, attore statunitense (Lawrenceville, n. 1954)
- Thomas Brodie-Sangster, attore britannico (Londra, n. 1990)
- Thomas Wilson Brown, attore statunitense (Lusk, n. 1972)
- Timmy Brown, attore e giocatore di football americano statunitense (Richmond, n. 1937 - Palm Springs, † 2020)
- Tom Butler, attore canadese (Ottawa, n. 1951)
- Thomas Jefferson Byrd, attore statunitense (Griffin, n. 1950 - Atlanta, † 2020)
- Thomas Byrne, attore inglese (Hertford, n. 1997)

## C(15)
- Thomas Calabro, attore statunitense (New York, n. 1959)
- Thomas McDonell, attore, musicista e artista statunitense (New York, n. 1986)
- Thomas Carr, attore e regista statunitense (Filadelfia, n. 1907 - Ventura, † 1997)
- Thomas Carrigan, attore statunitense (Lapeer, n. 1886 - Lapeer, † 1941)
- T. K. Carter, attore e doppiatore statunitense (New York, n. 1956)
- Tom Austen, attore britannico (Hampshire, n. 1987)
- Tom Cavanagh, attore canadese (Ottawa, n. 1963)
- Tommy Chong, attore, comico e regista canadese (Edmonton, n. 1938)
- Thomas Commerford, attore statunitense (New York, n. 1855 - Chicago, † 1920)
- Sean Connery, attore e produttore cinematografico scozzese (Edimburgo, n. 1930 - Nassau, † 2020)
- Tom Conti, attore, regista teatrale e romanziere britannico (Paisley, n. 1941)
- Tim Conway, attore e comico statunitense (Willoughby, n. 1933 - Los Angeles, † 2019)
- Tommy Cooper, attore, comico e regista britannico (Caerphilly, n. 1921 - Londra, † 1984)
- Tom Courtenay, attore britannico (Kingston upon Hull, n. 1937)
- Thomas A. Curran, attore australiano (Sydney, n. 1879 - Hollywood, † 1941)

## D(7)
- Arthur Darvill, attore britannico (Birmingham, n. 1982)
- Thomas Dekker, attore, cantante e regista statunitense (Las Vegas, n. 1987)
- Tommy Dewey, attore e produttore televisivo statunitense (Birmingham, n. 1978)
- Thomas Doherty, attore e cantante britannico (Edimburgo, n. 1995)
- Thomas Doret, attore belga (Flémalle, n. 1996)
- Thomas F. Duffy, attore e scenografo statunitense (Newark, n. 1955)
- Thomas Dumerchez, attore francese

## E(2)
- Albert Dekker, attore statunitense (New York, n. 1905 - Los Angeles, † 1968)
- Tom Ellis, attore britannico (Cardiff, n. 1978)

## F(4)
- Tommy Farrell, attore statunitense (Hollywood, n. 1921 - Woodland Hills, † 2004)
- Tom Felton, attore e musicista britannico (Epsom, n. 1987)
- Tommy Flanagan, attore britannico (Glasgow, n. 1965)
- Thomas Fritsch, attore, doppiatore e cantante tedesco (Dresda, n. 1944 - Berlino, † 2021)

## G(8)
- Thomas G. Waites, attore statunitense (Filadelfia, n. 1955)
- Thomas W. Gabrielsson, attore svedese (Göteborg, n. 1963)
- Thomas Gibson, attore statunitense (Charleston, n. 1962)
- Tim Graham, attore statunitense (Kansas, n. 1904 - Los Angeles, † 1979)
- Thom Green, attore e ballerino australiano (Sydney, n. 1991)
- Thomas Ian Griffith, attore e artista marziale statunitense (Hartford, n. 1962)
- Tom Guiry, attore statunitense (Trenton, n. 1981)
- Grant Gustin, attore, cantante e ballerino statunitense (Norfolk, n. 1990)

## H(16)
- Thomas Haden Church, attore statunitense (Woodland, n. 1960)
- Tom Hanks, attore, regista e sceneggiatore statunitense (Concord, n. 1956)
- Thomas Hayes, attore, produttore discografico e musicista norvegese (Asker, n. 1997)
- Thomas Heinze, attore e produttore cinematografico tedesco (Berlino ovest, n. 1964)
- Thomas Browne Henry, attore statunitense (Los Angeles, n. 1907 - La Mesa, † 1980)
- Tom Hiddleston, attore britannico (Londra, n. 1981)
- Thomas Hill, attore e regista statunitense (Landour, n. 1927 - Bloomington, † 2009)
- Tom Holland, attore britannico (Londra, n. 1996)
- Tom Hollander, attore britannico (Oxford, n. 1967)
- Thomas Holtzmann, attore tedesco (Monaco di Baviera, n. 1927 - Monaco di Baviera, † 2013)
- Tom Hopper, attore britannico (Coalville, n. 1985)
- Thomas Horn, attore statunitense (San Francisco, n. 1997)
- Thomas Howes, attore britannico (Woodlands, n. 1986)
- Cooper Huckabee, attore statunitense (Mobile, n. 1951)
- Tom Hulce, attore e produttore teatrale statunitense (Detroit, n. 1953)
- Thomas Hunter, attore statunitense (Savannah, n. 1932 - Norwalk, † 2017)

## J(3)
- Tom Jackson, attore e cantante canadese (n. 1948)
- Thomas Jane, attore e regista statunitense (Baltimora, n. 1969)
- Thomas Jefferson, attore statunitense (New York, n. 1856 - Hollywood, † 1932)

## K(2)
- Thomas Kretschmann, attore tedesco (Dessau, n. 1962)
- Thomas Kuc, attore brasiliano (San Paolo, n. 2002)

## L(7)
- Thomas Lacey, attore, cantante e ballerino australiano (n. 1993)
- Thomas Bo Larsen, attore danese (Gladsaxe, n. 1963)
- Thomas Laughlin, attore, sceneggiatore e politico statunitense (Minneapolis, n. 1931 - Thousand Oaks, † 2013)
- Thomas Law, attore britannico (Potters Bar, n. 1992)
- Tom Lenk, attore statunitense (Camarillo, n. 1976)
- Thomas Lennon, attore e sceneggiatore statunitense (Chicago, n. 1970)
- Tom Lester, attore statunitense (Laurel, n. 1938 - Nashville, † 2020)

## M(13)
- Tom Magliozzi, attore e doppiatore statunitense (East Cambridge, n. 1937 - Belmont, † 2014)
- Thomas Mann, attore statunitense (Portland, n. 1991)
- Dick Martin, attore, regista televisivo e comico statunitense (Battle Creek, n. 1922 - Santa Monica, † 2008)
- Tom Mason, attore e produttore cinematografico statunitense (Illinois, n. 1920 - Orange, † 1980)
- Tom McGowan, attore statunitense (Belmar, n. 1959)
- T.P. McKenna, attore irlandese (Mullagh, n. 1929 - Londra, † 2011)
- Thomas Meighan, attore statunitense (Pittsburgh, n. 1879 - New York, † 1936)
- Thomas Middleditch, attore e comico canadese (Nelson, n. 1982)
- Thomas R. Mills, attore e regista inglese (Lambeth, n. 1878 - Woodland Hills, † 1953)
- Thomas Mitchell, attore statunitense (Elizabeth, n. 1892 - Los Angeles, † 1962)
- Tom Mix, attore cinematografico e regista statunitense (Mix Run, n. 1880 - Florence, † 1940)
- Declan Mulholland, attore britannico (Belfast, n. 1932 - Londra, † 1999)
- Tom Murray, attore statunitense (Illinois, n. 1874 - Hollywood, † 1935)

## N(1)
- Thomas Ian Nicholas, attore e cantante statunitense (Las Vegas, n. 1980)

## O(2)
- Thomas James O'Leary, attore e cantante statunitense (New York, n. 1956)
- Thomas Ohrner, attore e conduttore televisivo tedesco (Monaco di Baviera, n. 1965)

## P(9)
- Tom Papa, attore, comico e doppiatore statunitense (Passaic, n. 1968)
- Chris Parnell, attore, doppiatore e comico statunitense (Memphis, n. 1967)
- Tom Payne, attore britannico (Chelmsford, n. 1982)
- Tom Payne, attore, regista e sceneggiatore brasiliano (Lomas de Zamora, n. 1914 - Alfenas, † 1996)
- Tom Pelphrey, attore statunitense (Howell, n. 1982)
- Thomas Petruo, attore, doppiatore e conduttore radiofonico tedesco (Berlino Ovest, n. 1956 - Neukölln, † 2018)
- Tommi Piper, attore, doppiatore e cantante tedesco (Berlino, n. 1941)
- Tom Poston, attore statunitense (Columbus, n. 1921 - Los Angeles, † 2007)
- Thomas Prenn, attore italiano (San Candido, n. 1994)

## R(7)
- Tommy Rall, attore e ballerino statunitense (Kansas City, n. 1929 - Santa Monica, † 2020)
- Tom Ricketts, attore, regista e sceneggiatore britannico (Londra, n. 1853 - Hollywood, † 1939)
- Thomas Robinson, attore statunitense (Albuquerque, n. 2002)
- Thomas Rortais, attore francese (Vesoul, n. 1992)
- Thomas Rosales, attore e stuntman statunitense (El Paso, n. 1948)
- Tom Rosqui, attore statunitense (Oakland, n. 1928 - Los Angeles, † 1991)
- Thomas Jay Ryan, attore statunitense (Pittsburgh, n. 1962)

## S(13)
- Thomas Sadoski, attore statunitense (New Haven, n. 1976)
- Tom Savini, attore, truccatore e effettista statunitense (Pittsburgh, n. 1946)
- Tom Schanley, attore statunitense (n. 1961)
- Thomas Schubert, attore austriaco (Vienna, n. 1993)
- Thomas Schücke, attore tedesco (Wuppertal, n. 1955)
- Tom Everett Scott, attore statunitense (East Bridgewater, n. 1970)
- Tom Selleck, attore statunitense (Detroit, n. 1945)
- Tom Sizemore, attore, produttore cinematografico e cantante statunitense (Detroit, n. 1961 - Burbank, † 2023)
- Tom Skerritt, attore statunitense (Detroit, n. 1933)
- Thomas Stanley, attore statunitense (Montclair, n. 1996)
- Tom Stourton, attore, comico e doppiatore britannico (Londra, n. 1987)
- Tom Sturridge, attore britannico (Londra, n. 1985)
- Sagamore Stévenin, attore francese (Parigi, n. 1974)

## T(7)
- Thomas Scimeca, attore e regista teatrale francese (Val-d'Oise)
- Tom Kennedy, attore statunitense (n. 1885 - † 1965)
- T. J. Thyne, attore statunitense (Boston, n. 1975)
- Thomas Trabacchi, attore italiano (Milano, n. 1965)
- Tom Tryon, attore e scrittore statunitense (Hartford, n. 1926 - Los Angeles, † 1991)
- Tommy Tune, attore, ballerino e cantante statunitense (Wichita Falls, n. 1939)
- Thomas Turgoose, attore britannico (Grimsby, n. 1992)

## V(1)
- Tom Verica, attore e regista statunitense (Filadelfia, n. 1964)

## W(8)
- Darian Weiss, attore statunitense (Los Angeles, n. 1992)
- Tom Welling, attore, produttore televisivo e ex modello statunitense (New York, n. 1977)
- Tom Wilkinson, attore britannico (Wharfedale, n. 1948 - Londra, † 2023)
- Thomas F. Wilson, attore e comico statunitense (Filadelfia, n. 1959)
- Tom Wlaschiha, attore e doppiatore tedesco (Dohna, n. 1973)
- Morgan Woodward, attore statunitense (Fort Worth, n. 1925 - Paso Robles, † 2019)
- Tom Wopat, attore statunitense (Lodi, n. 1951)
- Thomas M. Wright, attore australiano (Melbourne, n. 1983)